# Bướm phượng Kilimanjaro
Bướm phượng Kilimanjaro (danh pháp khoa học Papilio sjoestedti) là một loài bướm thuộc họ Papilionidae. Loài này được mô tả năm 1908 bởi Aurivillius. Loài bướm Papilio sjoestedti sinh sống ở . Đây là loài đặc hữu của Tanzania.